# Listă de prozatori optzeciști
- Mircea Cărtărescu
- Ioan Mihai Cochinescu
- Anca-Delia Comăneanu
- Gheorghe Crăciun
- George Cușnarencu
- Dumitru Găleșanu
- Nicolae Iliescu
- Mircea Nedelciu
- Sorin Preda
- Hanibal Stănciulescu
- Cristian Teodorescu
- Clara Kretzen
- Șerban Tomșa